# Nivithigala Division
Nivithigala Division är en division i Sri Lanka.   Den ligger i distriktet Ratnapura District och provinsen Sabaragamuwa, i den södra delen av landet, 80 km sydost om huvudstaden Colombo. Antalet invånare är 59 973.